# IC 1379
IC 1379 је елиптична галаксија у сазвјежђу Ждријебе која се налази на листи објеката дубоког неба у Индекс каталогу.
Деклинација објекта је + 3° 5' 50" а ректасцензија 21h 26m 1,1s. Привидна величина (магнитуда) објекта IC 1379 износи 14,5 а фотографска магнитуда 15,5. IC 1379 је још познат и под ознакама CGCG 375-34, PGC 66741.